# Ľuboriečka
Ľuboriečka é um município da Eslováquia, situado no distrito de Veľký Krtíš, na região de Banská Bystrica. Tem 11,68 km² de área e sua população em 2018 foi estimada em 152 habitantes.

## Demografia
| Ano:        | 1994 | 2004    | 2014    | 2024   |
| ----------- | ---- | ------- | ------- | ------ |
| Broj ljudi: | 129  | 180     | 143     | 150    |
| Razlika:    |      | +39,53% | -20,55% | +4,89% |

| Ano:               | 2023 | 2024   |
| ------------------ | ---- | ------ |
| Número de pessoas: | 154  | 150    |
| Diferença:         |      | -2,59% |